# اکتن ترویل
اکتن ترویل (به انگلیسی: Acton Turville) یک روستا و محله مدنی در بریتانیا است که در South Gloucestershire واقع شده‌است. اکتن ترویل ۳۷۰ نفر جمعیت دارد.